# Lysiteles brunettii
Lysiteles brunettii är en spindelart som först beskrevs av Benoy Krishna Tikader 1962.  Lysiteles brunettii ingår i släktet Lysiteles och familjen krabbspindlar. Inga underarter finns listade i Catalogue of Life.